# Thomas Aquino Manyo Maeda
Thomas Aquino Manyo Maeda (em japonês:  トマス・アクィナス前田万葉, Tsuwasaki, 3 de março de 1949) é um cardeal da Igreja Católica japonês, atualmente arcebispo da Arquidiocese de Osaka-Takamatsu. Ele é conhecido por sua atuação pastoral, poesia haikai e apoio a iniciativas pró-vida, além de ser um sobrevivente de segunda geração da bomba atômica (Hibakusha).

## Biografia
Thomas Aquino Manyo Maeda nasceu em 3 de março de 1949, em Tsuwasaki, New Kamigoto Town, na prefeitura de Nagasaki, Japão. Filho mais velho de 11 irmãos, cresceu em uma região marcada pela história dos "cristãos escondidos". Estudou no Liceu Nanzan em Nagasaki, graduando-se em 1967, e ingressou no Seminário Maior Saint Sulpice em Fukuoka. Foi ordenado padre em 19 de março de 1975, na Catedral de Urakami, por Joseph Asajiro Satowaki, arcebispo de Nagasaki.
Como sacerdote, serviu como vigário, pároco e editor do boletim diocesano de Nagasaki. De 2006 a 2011, foi Secretário Geral da Conferência dos Bispos Católicos do Japão.

### Ministério Episcopal
Em 13 de junho de 2011, o Papa Bento XVI nomeou-o bispo de Hiroshima, sucedendo Joseph Atsumi Misue. Foi consagrado em 23 de setembro de 2011, na Catedral da Assunção de Maria, por Misue, com Leo Jun Ikenaga e Joseph Mitsuaki Takami como principais co-consagrantes. Em Hiroshima, envolveu-se no movimento pela paz e defendeu a beatificação dos "cristãos escondidos" exilados no século XIX.
Em 20 de agosto de 2014, o Papa Francisco nomeou-o arcebispo de Osaka, sucedendo Leo Jun Ikenaga. Tomou posse em 23 de setembro de 2014 e recebeu o pálio em 29 de junho de 2015, na Basílica de São Pedro. De 2016 a 2022, foi Vice-Presidente da Conferência dos Bispos Católicos do Japão, reeleito em 2019.
Em 15 de agosto de 2023, Papa Francisco uniu as dioceses de Osaka e Takamatsu, criando a Arquidiocese de Osaka-Takamatsu, e nomeou Maeda como seu primeiro arcebispo metropolitano.

### Cardinalato
Em 20 de maio de 2018, Papa Francisco anunciou sua criação como cardeal no consistório de 28 de junho de 2018. Recebeu o barrete cardinalício, o anel e o título de cardeal-presbítero de Santa Pudenciana, tornando-se o sexto cardeal japonês da história. Tomou posse da igreja titular em 16 de dezembro de 2018. É membro do Dicastério para a Comunicação.
Maeda participou do Conclave de 2025, após o falecimento de Papa Francisco, como um dos dois cardeais japoneses eleitores.

### Outras Atividades
Maeda é um poeta de haikai, publicando coleções como Ika Sumi no Hitosuji Tarete Fuyu no Misa (2017) e Maeda Manyo Kushu (2020), e incorpora poemas em seus sermões.
Ele é engajado em causas pró-vida, apoiando o March for Life em Tóquio (2018) e atuando como conselheiro do “Kounotori no Yurikago in Kansai”, uma iniciativa para apoio a gestantes e bebês, inspirada no hospital Jikei.

### Genealogia Episcopal
A genealogia episcopal é:
- Cardeal Scipione Rebiba
- Cardeal Giulio Antonio Santori
- Cardeal Girolamo Bernerio, O.P.
- Arcebispo Galeazzo Sanvitale
- Cardeal Ludovico Ludovisi
- Cardeal Luigi Caetani
- Cardeal Ulderico Carpegna
- Cardeal Paluzzo Paluzzi Altieri degli Albertoni
- Papa Bento XIII
- Papa Bento XIV
- Papa Clemente XIII
- Cardeal Marcantonio Colonna
- Cardeal Giacinto Sigismondo Gerdil, B.
- Cardeal Giulio Maria della Somaglia
- Cardeal Carlo Odescalchi, S.I.
- Bispo Eugène de Mazenod, O.M.I.
- Cardeal Joseph Hippolyte Guibert, O.M.I.
- Cardeal François-Marie-Benjamin Richard de la Vergne
- Cardeal Pietro Gasparri
- Arcebispo Cesare Orsenigo
- Cardeal Josef Frings
- Arcebispo Bruno Wüstenberg
- Arcebispo Paul Hisao Yasuda
- Bispo Joseph Atsumi Misue
- Cardeal Thomas Aquino Manyo Maeda

A sucessão apostólica é:
- Bispo Alexis Mitsuru Shirahama, P.S.S. (2016)
- Bispo Josep Maria Abella Batlle, C.M.F. (2018)
- Bispo Paul Toshihiro Sakai (2018)

### Brasão
Troncado em escalião: no primeiro, de azul, uma rede de pesca ao natural, em forma de monte, sobre um mar ondulado de azul com duas faixas; no segundo, de ouro, com três tortas representando as virtudes teologais (Fides, Spes, Caritas), sob o lema Pax Christi. Ornamentos de arcebispo metropolitano, com uma cruz e um sudário de prata simbolizando a Ressurreição. Lema: Non ministrari sed ministrare.